# Château de Roquedols
Le château de Roquedols est un château situé dans la commune française de Meyrueis, en Lozère. Il abrite un centre d'information du parc national des Cévennes.
Le château a été inscrit monument historique par arrêté du 15 février 2012.

## Situation
Le château est situé sur le territoire de la commune de Meyrueis, en Lozère, l'ancienne province du Gévaudan. Il est situé à l'écart de la ville, à deux kilomètres au sud, le long de la vallée du Béthuzon.

## Étymologie
Les plus anciens textes faisant référence au lieu où est construit le château de Roquedols donnent les toponymes de Repedolsa ou de Rocadels. Ces termes signifient « roche tendre » ou « roche douce ».

## Histoire
Les archives les plus anciennes citent la présence d'un « mas » sur ce lieu dès 1300. Le premier document écrit évoquant un château ne date, lui, que de 1607. Pourtant, un linteau de la porte d'entrée affiche la date de 1534, laissant supposer que la construction de l'édifice actuel est bien de la première moitié du XVIe siècle. On est en tout cas loin de ce qui était signalé au XIXe siècle sur la foi de deux « documents historiques » : on évoquait alors des tours et des murs construits à l'époque romane et un chant de troubadour « du XIIe siècle » prenait le château pour cadre d'un roman courtois. Ces témoignages étaient en fait issus de l'imagination d'un auteur du XIXe siècle !
Dès 1329, un certain Pierre Pagès, originaire d'une grande famille d'Aquitaine, acquiert la totalité des cens (redevances que le propriétaire d'une terre payait au seigneur) du domaine de Roquedols, partie de la baronnie de Meyrueis. D'importants personnages locaux, nommés à plusieurs reprises consuls ou viguiers de Meyrueis, sont issus de cette famille Pagès. Il est probable qu'une maison forte soit édifiée au XIVe siècle avant d'être remplacée (ou modifiée ?) par le château actuel (construit avant 1534). Hérail de Pagès, sire de Pourcarès, s'illustre alors en tant que capitaine huguenot pendant les guerres de Religion. En 1604, le roi Henri IV érige la terre de Roquedols en baronnie pour remercier les Pagès Pourcarès de leur fidélité à sa cause au cours des conflits[réf. nécessaire]. En 1715, le château passe à la famille Dupont de Bossuges.

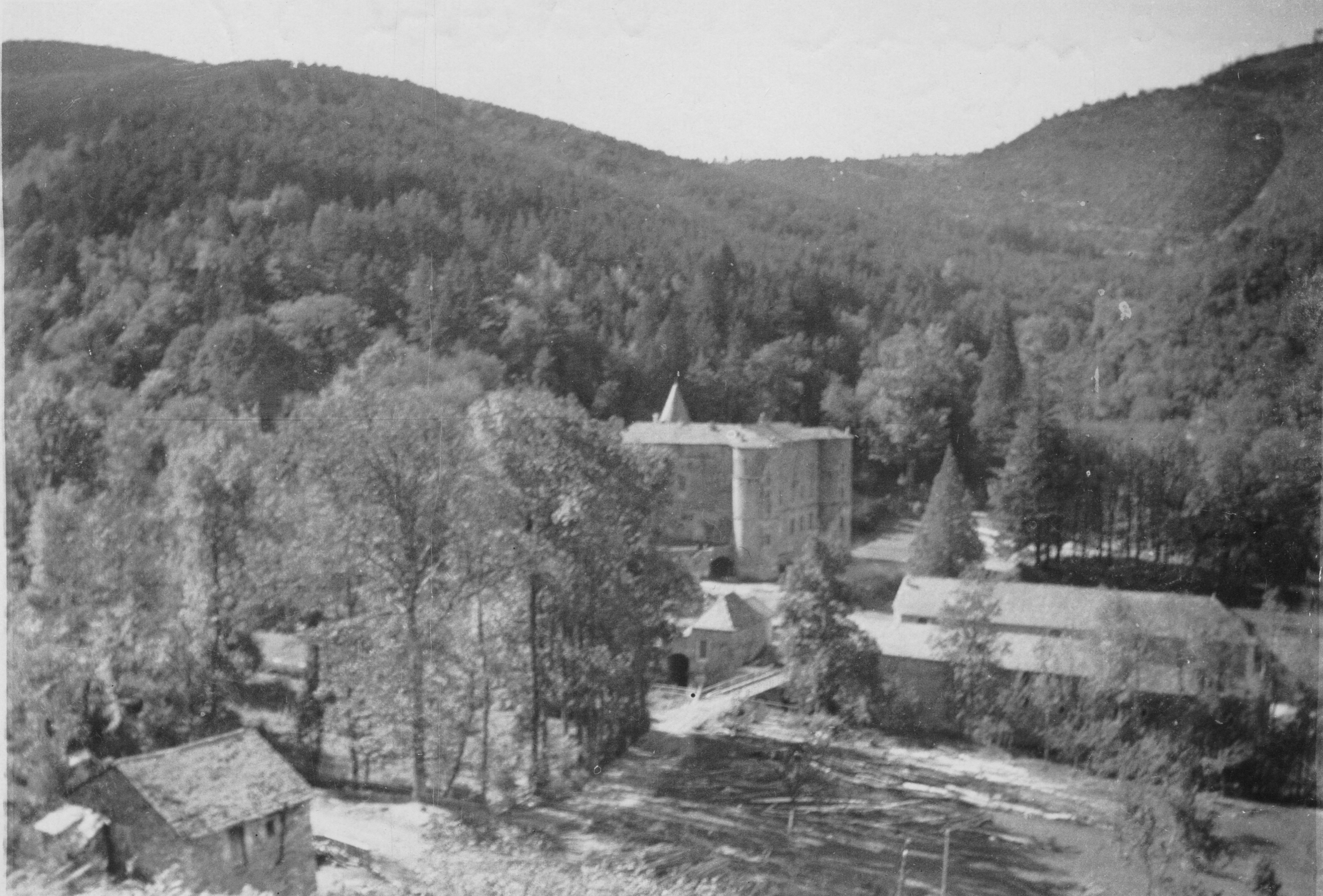
Château en 1934.

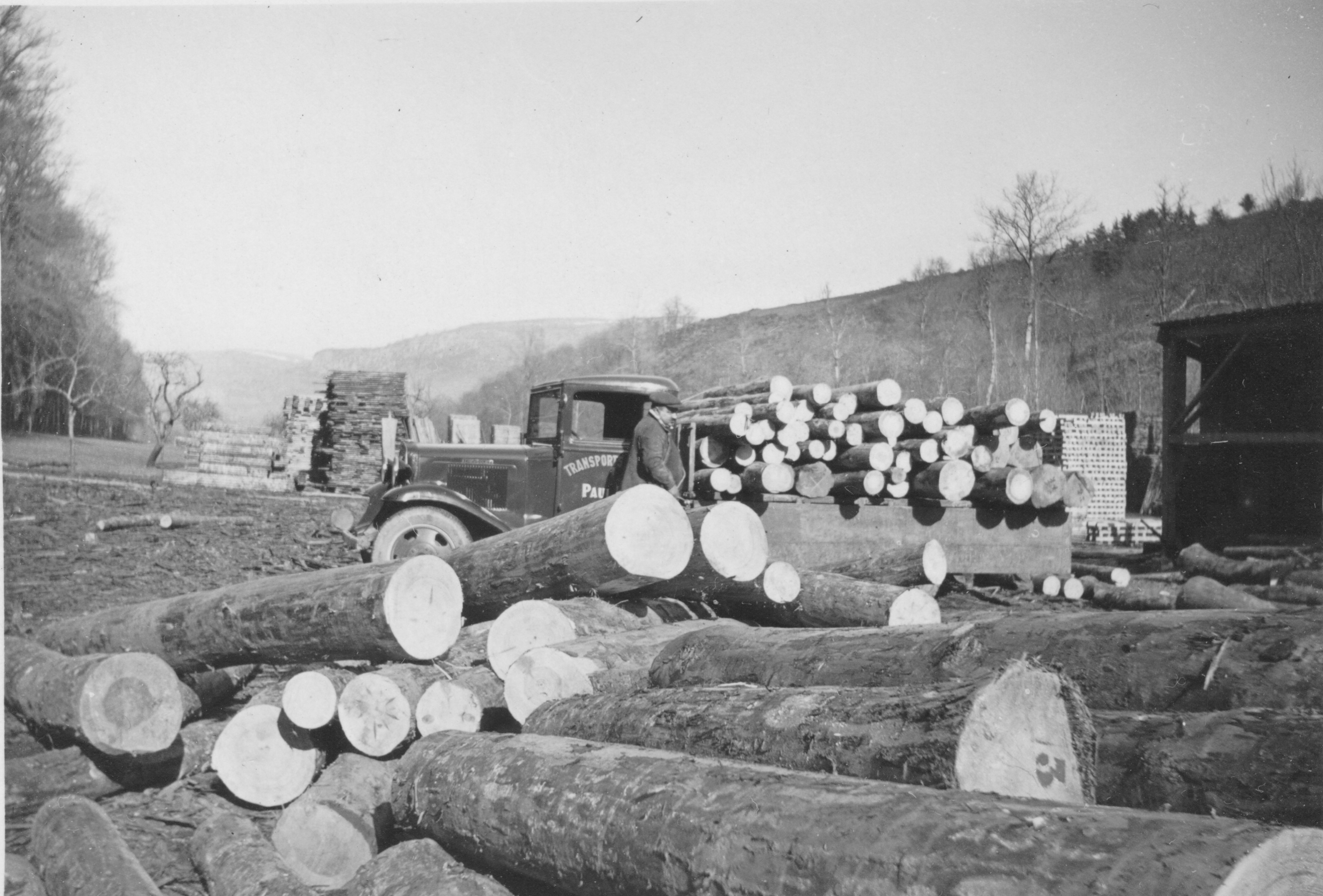
Scierie exploitée en 1934 à côté du château.

Au XIXe siècle, le baron de Roquedols fait une carrière politique locale assez brillante. À l'extinction du dernier représentant de la lignée des Pagès, en 1885, la baronnie est vendue à messieurs Breuil, Dayre et Jouve. Le château, lui, est racheté par les Dol, une famille d'industriels de Marseille. Le domaine est alors livré à la surexploitation forestière par les trois associés qui ne font pas d'affaires florissantes. Après saisie, les terres sont revendues à la châtelaine, Mme Dol (1893). À sa mort, Roquedols revient à son petit-fils, Gabriel-Joseph-Auguste Dol. En 1933, Gabriel Dol passe une convention avec deux marchands de bois, messieurs Jaubert et Fabre, qui les autorise à exploiter les bois environnants pendant vingt-cinq ans, excepté les arbres situés aux alentours du château. L'année suivante, le service des Eaux et Forêts (aujourd'hui ONF) est à son tour saisi d'une offre de vente du châtelain (1934). En 1937, un décret classe les 269 hectares du domaine de Roquedols en forêt de protection, puis, en 1938, l'acte de vente est passé. Il porte d'une part sur la forêt, d'autre part sur le château et les dépendances. 
Pendant la Seconde Guerre mondiale (1939-1945), le château sert de refuge aux services forestiers repliés de l'Est de la France. Il abrite également les dépôts de certains musées nationaux, notamment le musée Fabre de Montpellier, et probablement, à un moment donné, la Joconde. Le château, devenu résidence de vacances des conservateurs généraux du service, est inscrit à l'inventaire des sites (1960). En 1973, l'office national des forêts confie le château et ses abords immédiats au parc national des Cévennes (créé en 1970). Celui-ci en entreprend la réfection (la gestion directe du château lui étant déléguée par l'administration des Domaines). Cependant, depuis 2006, en raison de mesures de sécurité dues à la vétusté des installations électriques, le bâtiment n'est plus ouvert au public.

## Description
Le château de Roquedols est formé de deux bâtiments rectangulaires, au nord et à l'est, joints à angle droit, flanqués de trois tours rondes coupées au ras du toit. Une quatrième tour, plus basse, surmontée d'un toit en poivrière, est située au sud-est, à l'intersection des deux murs qui ferment la cour intérieure. Cette cour est elle-même délimitée par les deux bâtiments rectangulaires et ces deux murs. La bâtisse se présente donc comme un quadrilatère de 25 mètres de côté, flanqué de quatre tours de 6 à 8 mètres de diamètre. Les ailes nord et est constituent le logement principal. L'aile sud correspond à un bâtiment annexe (les anciennes cuisines) qui longe le mur fermant la cour intérieure. À l'ouest, la façade comprend un mur percé d'une porte d'accès à la cour intérieure. Cette porte est précédée d'un perron arrondi. La façade nord comporte deux étages de salles voûtées avant d'atteindre les logements positionnés au niveau des pièces de la façade opposée, au sud (ces dernières pièces étant bâties sans sous-sol). Jusqu'en 1885, la plus basse de ces salles voûtées a servi de bergerie.
Les murs sont épais de 80 centimètres en moyenne. Ils sont en pierres de grès ocre, taillées et appareillées. La toiture est recouverte d'ardoises de la région ; elle est posée sur une charpente formée de poutres de pin. Le perron d'entrée, en forme de fer à cheval, a été construit vers 1914 par M. Dol : il remplace un escalier à double rampe.
L'intérieur comprend des pièces d'assez grandes dimensions (7 m × 11 m × 8 m), comme le salon et la salle à manger avec poutres apparentes. Entre les deux étages, se situe un escalier en pierre à double volée et plafond à caissons sculptés, de style Renaissance. Quelques beaux meubles ainsi que des tapisseries ont échappé aux ventes de la fin du XIXe siècle. Le château abrite ainsi : une table à colonnes et à patins (fin XVIe siècle-début XVIIe siècle), des armoires (XVIIe et XVIIIe siècles), un buffet à battants de côté (XVIIIe siècle) ainsi que douze peintures monumentales du XIXe siècle représentant des paysages et des scènes de chasse. Ce mobilier de l'État a été classé les 13 octobre 1997 et 22 mai 2003.
Au cours du temps, de nombreuses transformations ont affecté le château de Roquedols. Vers 1839, la pelouse ouest sur laquelle s'ouvre le perron était traversée par un petit ravin (ruisseau de Pauchètes) ; aujourd'hui, ce ruisseau, affluent du Béthuzon, est souterrain. Le perron a été lui-même modifié en 1914. La grande cuisine, au sud de la cour d'honneur, servait d'écurie jusqu'en 1885 ; elle a récemment retrouvé sa cheminée monumentale. Pourtant, certaines installations du début de XXe siècle restent vétustes, notamment au niveau de l'électricité : cela a motivé la fermeture provisoire au public du centre d'information du parc national des Cévennes (2006).

## Parc et sentier ONF en forêt

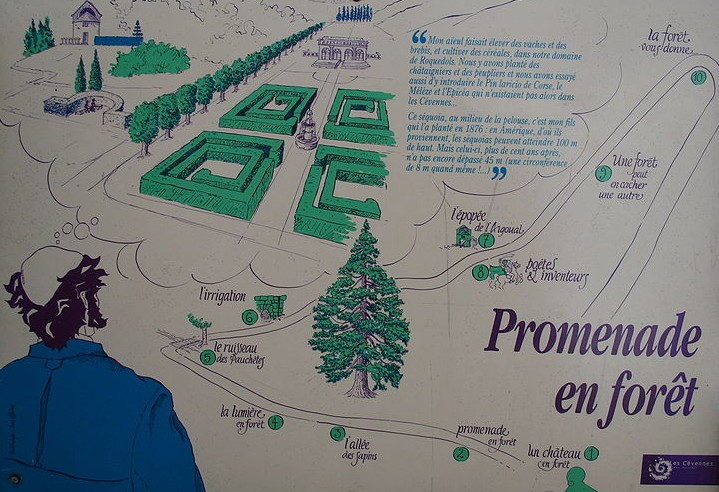

Un jardin à la française est dessiné au nord du château. À l'ouest, face à la terrasse et en direction du ravin du ruisseau de Pauchètes, une zone boisée présente, outre les châtaigniers, pins laricio de Corse, mélèzes et épicéas, une allée de sapins ainsi qu'un séquoia de 45 mètres de haut pour 8 mètres de circonférence planté en 1876. Un pigeonnier est situé à proximité.
Un sentier forestier éducatif permet, en dix haltes (panneaux) et une vingtaine de minutes, de mieux comprendre l'histoire de la propriété et la vie de la forêt locale.